# Arup Chakraborty
Arup K. Chakraborty é um engenheiro americano com foco em biofísica, modelagem computacional e doenças infecciosas, actualmente Professor Robert T. Haslam do Instituto de Tecnologia de Massachusetts e anteriormente Professor Distinto Warren e Katherine Schlinger na Universidade da Califórnia, Berkeley.